# Quai d'Orsay (bande dessinée)
Pour les articles homonymes, voir Quai d'Orsay (homonymie).
Quai d'Orsay est une série de bande dessinée française de Christophe Blain et Abel Lanzac (pseudonyme du diplomate Antonin Baudry). Sous-titrés Chroniques diplomatiques, les deux albums sont parus en 2010 et 2011 chez Dargaud.

## Synopsis
Inspirée de l'expérience de Baudry au ministère français des Affaires étrangères (surnommé par métonymie le Quai d'Orsay) entre 2002 et 2004, elle traite de l'immersion dans l'entourage du ministre Alexandre Taillard de Vorms (personnage déroutant, clairement inspiré de Dominique de Villepin) d'Arthur Vlaminck, un jeune homme chargé d'écrire ses discours. Selon Antonin Baudry, loin d'être une charge, « l'album montre au contraire la diplomatie au travail, loin des clichés habituels : une administration en mouvement, des équipes engagées dans une négociation complexe, des moments où il faut prendre des positions difficiles et les tenir ».
Le deuxième tome met en scène la préparation du discours du ministre Taillard de Vorms à l'ONU contre une intervention militaire au Lousdem, soupçonné de détenir des armes de destruction massive. Il s'agit d'une référence au discours de Dominique de Villepin à l'ONU le 14 février 2003.

### Résumé détaillé du tome 1
Les titres des chapitres correspondent à des citations d'Héraclite.

#### «Je me suis cherché moi-même»
Le jeune Arthur Vlaminck se rend au ministère des Affaires étrangères (surnommé le Quai d'Orsay) où il a rendez-vous avec le ministre Alexandre Taillard de Vorms. Celui-ci le convainc de rejoindre son équipe au langage (chargé d'écrire ses discours). Le soir, Arthur annonce la nouvelle à sa fiancée et se retrouve prêt à travailler pour le ministre.

#### «À l'âme appartient le discours qui s'accroit lui-même»
Pour son premier jour, Arthur fait la connaissance du très sollicité directeur du cabinet Claude Maupas qui le charge de préparer le discours du ministre pour Genève. Arthur passe ses premières semaines à l'écriture des premières versions du discours  dans le bureau de la secrétaire de Maupas (n'ayant pas encore son propre bureau). Mais ses premières versions sont rejetées par le ministre qui lui explique comment améliorer son travail. Pour s'aider dans son travail, Arthur fait le tour des conseillers Valérie Dumonteil (Afrique) Stéphane Cahut (Moyen et Proche-Orient), Sylvain Marquet (Europe) et Guillaume Van Effentem (Amérique) avec qui il sympathise. Mais Arthur est trahi par Valérie qui l'humilie devant le ministre en pleine réunion. Plus tard, le ministre a fait appel à ses amis le poète Hector Marlier et le philosophe Jean-Paul Brizon pour apporter plus d'inspiration au discours.
Alors que la nouvelle version du discours est prête, Arthur assiste à une réunion téléphonique organisée par Cahut pour négocier une vente d'armes à l'étranger, mais le ministre, qui n'approuve pas cela, met accidentellement fin à l'échange téléphonique. Mais il est temps de partir pour Genève et le discours n'est toujours pas prêt, Arthur et Cahut le finissent en urgence dans l'avion, surtout que le ministre leur demande de nouvelles modifications durant le vol. À l'arrivée à Genève, Arthur est envoyé dans le bus des journalistes où il finit d'imprimer le discours, mais une page tombe entre les mains d'un journaliste qui n'hésite pas à la publier dans les médias. Cet incident provoque la colère du ministre, mais il est temps d'aller parler devant l'ONU. Mais le discours s'annonce catastrophique, comme l'avait prévu Cahut, au point qu'il dépasse le temps de parole et son micro est coupé. Le soir au dîner, le ministre explique qu'il y a des progrès à faire dans l'écriture des discours, suggérant une comparaison avec la mise en pages de la bande dessinée Tintin.

#### «Présents, ils sont absents»
Alors qu'Arthur fait valider le discours pour l'Europe, Maupas informe le ministre d'un incident grave : un pétrolier français en flammes menace le port principal du Lousdem. Maupas se charge seul de la résolution de la crise en s'enfermant dans son bureau (quitte à court-circuiter le ministre de la Défense... qui sera malgré tout informé par le directeur des affaires stratégiques du Quai d'Orsay). Pendant que le ministre est parti en réunion avec son homologue norvégien, le père du ministre déboule dans le bureau de Maupas, voulant se mêler au discours sur l'Europe. Plus tard, tandis que l'incident au Lousdem se résout, le ministre, finalement pas satisfait du discours d'Arthur (au point qu'il n'a pas utilisé de Stabilo qu'il utilise tout le temps au point de se plaindre à sa secrétaire qu'ils ne marchent plus) le retravaille avec lui en urgence avant le discours à Berlin quelques heures plus tard. Après avoir prononcé son discours bien accueilli, le ministre est informé d'une prise d'otages dans la région des Grands Lacs. Le ministre se remet au travail pour résoudre ce nouvel incident, mais constate qu'il n'a pas eu le temps d'aller aux toilettes depuis le matin.

#### «En se transformant, il reste au repos»
Un soir au lit, Arthur conte à sa fiancée une histoire imaginaire dans laquelle il voit le ministre devenir X-Or pour combattre l'ennemi dans un univers parallèle et mettre tout le monde pour instaurer la paix. Mais Arthur avoue que sa méthode n'avait pas marché lors du désastreux discours à Genève.

#### «Fatigue c'est: peiner aux mêmes tâches et par elles commencer»
Tard le soir, alors qu'il allait sortir avec sa fiancée, Arthur est appelé par le Ministre au Quai d'Orsay pour préparer son interview pour le JT le lendemain sur la crise de l'anchois, en s'inspirant des citations d’Héraclite. Durant l'écriture, Claude explique en détail la nature de cette crise. Les deux hommes sont pris de fou-rires lorsqu'ils détournent les citations d’Héraclite au contexte avant que le Ministre vienne apporter sa vision.

#### «La sagesse: dire le vrai et agir selon sa nature»
Mercredi matin, lors de la réunion de cabinet, les conseillers apprennent que le Ministre a planifié pour ce midi un déjeuner avec la prix Nobel de littérature Molly Hutchinson, ce qui n'arrange pas Maupas qui voulait planifier une réunion avec le ministre pour parler de l'OTAN (ce dernier va ainsi l'embêter avec cela par la suite). Arthur est chargé de préparer ses éléments de langage pour ce déjeuner, mais n'aura pas le temps de les lui remettre, le ministre allant en conseil des ministres. Lors du déjeuner, le ministre qui ne se sert pas des fiches des langages (il reçoit un post-it en pleine parole lui demandant de laisser la parole à Molly) demande à Molly son avis sur l'OTAN et tous deux s'accordent que l'OTAN ne sert à rien (ce qui déplait à Maupas). Après le déjeuner, le conseiller Europe complimente le ministre.

#### «Errants dans la nuit: sages, bacchants, bacchantes, initiés»
L'Oubanga, ancienne colonie française en Afrique, est en guerre civile. Le Ministre veut intervenir et tente de raisonner le président oubanganais qui lance de violentes représailles contre sa population, en faisant envoyer les troupes des Nations unies pour évacuer les Français. Mais les exactions du président ont commencé et, après avoir essuyé les critiques de la classe politique française, le ministre se rend lui-même en Oubanga où il parvient de créer une médiation entre les camps pour mettre fin à la crise.
De retour à Paris, le ministre charge Arthur d’écrire un manuel pour la résolution des crises, bien que Valérie soit réticente. Mais ce projet éloigne Arthur de sa fiancée et imagine devenir l'apprenti du ministre/Dark Vador dans Star Wars.

### Résumé détaillé du Tome 2

#### United Nations Plaza
La délégation française arrive à New York pour aller au siège de l'ONU. Arthur se retrouve dans la voiture du directeur du service ONU au Quai d'Orsay « Bouillon » qui lui fait part de son expérience qui lui a apporté son surnom « Trompe-la-Mort » et l'appelle également ainsi Arthur lorsqu'il a invité sa fiancée Marina partie étudier à l'Université de Yale à le rejoindre à l'hôtel des Nations Unies. Le sujet de la réunion à l'ONU est le projet américain d'aller faire la guerre au Lousdem. En pleine séance de travail, le Ministre invite Arthur à aller pisser avec lui. Pendant que le Ministre est parti faire un footing, Arthur retrouve Marina et commencent à coucher ensemble, lorsqu'ils sont interrompus pour qu'Arthur aille diner avec la délégation. Mais ce diner finit très tard et Arthur s'endort avec Marina déjà endormie. Au matin, Marina était déjà partie lorsque Arthur se réveille. A l'ONU, le Président des Etats-Unis annonce laisser à l'ONU la décision de faire ou non la guerre au Lousdem. Cette annonce change tout, grâce au travail du Secrétaire d'État Jeffrey Cole qui sympathise avec le Ministre.

#### Conséquences graves
La résolution des Américains est présentée au Ministre qui refuse les termes de « conséquences graves » et demande à Cahut d'écrire avec l'équipe de l'ONU une contre-résolution. Le lendemain, une réunion est organisée dans le petit bureau de Cahut à laquelle participent les directeurs ONU du Quai d'Orsay, Arthur et le conseiller Europe Sylvain Marquet. Mais la réunion ne progresse pas, jusqu'à ce que le Ministre vienne demander à Arthur d'écrire une tribune pour faire pression sur l'opinion publique. Finalement, la réunion s'arrête là.

#### Le Labyrinthe
En pleine écriture de discours, Arthur est soudain pris d'inspiration pour le mythe du Labyrinthe et du Minotaure, qu'il injecte. Fier de son idée, il présente le discours à Maupas, dont il fait la connaissance de son chat, puis au Ministre qui se met à éternuer (il est allergique au chat). Trouvant l'idée d'Arthur hors de propos, il réinterprète néanmoins son idée à sa façon où finalement il devient le Minotaure, faisant obstacle à la guerre.

#### 1441
Le Secrétaire d'État américain Jeffrey Cole compte sur une coalition de pays à l'ONU pour sa résolution et le Ministre va également lancer sa propre contre-résolution. Au même moment, Arthur planifie quelques jours de vacances avec Marina à Rome pour le Nouvel an, mais il doit se remettre au boulot pour préparer les fiches pour chaque pays que le Ministre doit avoir dans sa coalition. Tous les pays en question sont d'accord... à l’exception de la Syrie, cette dernière refusant le contact avec le Ministre. La conseillère Afrique Valérie évoque un incident diplomatique créé entre la Syrie et l'ambassadeur français de Syrie et suggère de rappeler ce dernier en France. Mais l'idée n'est pas retenue et Maupas en profite pour l'humilier devant le Ministre. Finalement, le Ministre demande au Président de la République de négocier avec son homologue syrien ce à quoi qu'il parviendra. Entre-temps, le Quai d'Orsay a présenté la contre-résolution, en deux temps et mettant les « conséquences graves » au conditionnel. La contre-résolution « 1441 » est votée, c'est une victoire pour le Quai d'Orsay.

#### Noël
C'est la semaine de Noël au Quai d'Orsay, le Ministre et le personnel est en vacances, à l'exception de Maupas et Arthur. Ce dernier annonçant au directeur de cabinet son absence la semaine suivante lors du déplacement en Colombie, ce qui déplait à Maupas. Le Ministre en vacances appelle Maupas du club Med pour charger Arthur de faire une tribune sur la « frontière »[Quoi ?] le jour de Noël. Un peu plus tard, Maupas quitte son bureau car c'est l'« heure de la planche à voile » comme il explique à Arthur : chaque année, le Ministre s'inscrit à la planche à voile, mais y renonce pour donner un cours sur les relations internationales aux touristes, tandis que le Président cherche à joindre son ministre. Au moment du départ de Claude, tous les téléphones du ministère sonnent...

#### La Schnouff
Alors qu'il est en vacances à Rome avec Marina, Arthur est appelé par le Ministre en déplacement en Colombie pour réécrire le discours en urgence, qui s'énerve lorsqu'il apprend que son conseiller est en congé. Arthur doit abandonner ses vacances et rentrer en urgence au Quai d'Orsay pour retravailler son discours. Mais à son retour, il apprend par Sylvain Marquet qu'il est mis au placard. Mais tous deux partageant la même passion pour Metallica, le conseiller Europe remet Arthur dans la partie en préparant les langages pour le déplacement en Russie. Au même moment la « Schnouff » est arrivée au Quai d'Orsay : c'est le rapport envoyé par le Lousdem sur la présence d'armes de destruction massives, comme convenu dans la résolution. Mais c'est une désagréable surprise car le rapport volumineux est finalement sans intérêt pour les diplomates et les experts qui y passent toute une nuit pour l'étudier !

#### Moscou
La délégation du Quai d'Orsay s'envole pour Moscou. Mais le trajet ne se passe pas aussi bien que prévu : ils doivent prendre un avion plus petit et plus sensible aux turbulences. Néanmoins la rencontre entre le Ministre et le Président russe se déroule très bien, jusqu'à ce que le Ministre apprenne que la Corée du Nord reprend les exercices nucléaires. Après avoir fait travailler son équipe, le Ministre et le Président russe se mettent d'accord sur la réponse adéquate en conférence de presse. Les conseillers passent une soirée détente dans la neige. Tard dans la nuit, Arthur rencontre un léger incident : il est menacé par un garde du corps russe après avoir confondu sa chambre avec celle d'un oligarque russe !

#### 14 février
Les Américains se préparent à entrer au Lousdem. La délégation française se prépare pour le conseil de sécurité et le Ministre demande à Arthur de mettre le terme « le Taylorisme du terrorisme » dans son discours, ce que personne ne comprend lors de la réunion. Mais lors de la conférence de presse suivant le conseil de sécurité, le Ministre annonce que la France posera son veto, ce qui surprend toute son équipe. Claude Maupas fait une conférence de presse où il manie la langue de bois pour esquiver les questions. La position de Taillard de Vorms divise l'opinion publique, au point que les amis du Ministre doutent de lui.. Le 5 février suivant, le Secrétaire d'État présente l'expertise de la « Schnouff » considérant qu'il y a des armes de destruction massive. Dans les jours qui suivent, Arthur travaille sur le discours de la France et le confie au Ministre qui fait appel à ses conseillers pour le retravailler, remettant en doute l'expertise des Américains (ils l'avaient expertisé eux-mêmes plus tôt).
Le 14 juillet, la délégation française retourne à New York pour le discours du Ministre qui marquera l'histoire : il réussit à convaincre l'ONU de ne pas faire la guerre au Lousdem et est applaudi à majorité. Arthur éclate en sanglot, fier du discours sur lequel il a travaillé. Le soir même, Marina appelle Arthur alors qu'il ne parvenait pas à la contacter depuis plusieurs semaines...

## Récompenses

### Tome 1
- Grand Prix RTL de la bande dessinée 2010[4]
- DBD Awards - 2011[5][source insuffisante]
- Prix Saint-Michel du meilleur album francophone[6]

### Tome 2
- Fauve d'or (prix du meilleur album de l'année) au festival d'Angoulême 2013[7].
- 2013 :  Prix Micheluzzi de la meilleure bande dessinée étrangère[8].

## Adaptation
Une adaptation au cinéma sous la réalisation de Bertrand Tavernier sort en 2013. Le rôle du ministre est tenu par Thierry Lhermitte, celui de Vlaminck par Raphaël Personnaz. On retrouve également dans la distribution Niels Arestrup, Anaïs Demoustier et Thierry Frémont. Le film est nommé au César de la meilleure adaptation lors des César 2014.
Pour la préparation de son film L'Exercice de l'État, le cinéaste Pierre Schoeller conseille à son acteur Olivier Gourmet de s'inspirer de Quai d'Orsay.